# Eleftherios Bochoridis
Eleftherios "Lefteris" Bochoridis (griechische Schreibweise: Ελευθέριος "Λευτέρης" Μποχωρίδης; * 18. April 1994) ist ein professioneller griechischer Basketballspieler. Er ist ein 196 cm großer Point Guard resp. Shooting Guard.

## Karriere
Bochoridis startete seine professionelle Karriere im Jahre 2010 bei Aris Thessaloniki. 2014 wechselte Bochoridis zu Panathinaikos Athen, bevor er zur Saison 2017/18 zurück zum Aris wechselte.

## Nationalmannschaft
Mit den griechischen Junioren-Nationalmannschaft spielte er an diversen Turnieren:
- 2011 und 2012 mit der U18 an der U18-Europameisterschaft
- 2013 mit der U20 an der U20-Europameisterschaft

2013 nahm er an für die Herrennationalmannschaft an der Vorbereitung zur Europameisterschaft in Slowenien teil und kam zu einem Einsatz.

## Erfolge
- Griechischer Meister: 2017, 2021
- Griechischer Pokalsieger: 2015, 2016, 2017, 2021
- Griechischer Superpokalsieger: 2021